# Juliet Burke
Juliet Burke egy kitalált szereplő az ABC sorozatában, a Lostban. Elizabeth Mitchell alakítja.
|  | Alább a cselekmény részletei következnek! |

Juliet korábbi élete jelenleg szinte teljesen ismeretlen. Először akkor láthatjuk, amikor vendégül látja a könyvklub tagjait a házában. Kedvenc könyvét, Stephen King Carrie-jét választotta ezen összejövetel beszédtémájául. Vitába keveredik az egyik vendéggel, Adammel, aki szerint a Carrie nem is irodalom, és tele van valótlan dolgokkal. Juliet-et teljesen felbosszantja, hogy a kedvenc könyvét ennyire elítélik. Ám még mielőtt Adam és Juliet vitája kiteljesedhetne, földrengés rázza meg a házat. Kilépve a szabadba, Juliet a többiekkel együtt szemtanújává válik az Oceanic Flight 815 katasztrófájának.
69 nappal később, a Hydra állomáson bemutatkozik az ott fogvatartott Jack Shephardnek. Megpróbál közelebb kerülni hozzá, de Jack nemigen hajlandó beszélgetni vele. Egyszer, mikor ételt visz be neki, Jack rátámad és túszul ejti. Megérkezik Ben, de nem segít Julieten, inkább magát menti. Jack kinyitja az ajtót, minek következtében tömérdek mennyiségű víz árad befelé. Juliet Jackkel együttműködve visszazárja az ajtót, majd leüti és visszazárja őt. Elmondja neki, hogy majdnem mindent tud róla, ugyanis van egy mappája, amiben Jack egész élete megtalálható.
|  | Itt a vége a cselekmény részletezésének! |